# Nephelium
Nephelium é um género botânico pertencente à família Sapindaceae.

## Espécies
| - Nephelium lappaceum - Nephelium mutabile | |
| Ícone de esboço                            | Este artigo sobre a ordem Sapindales, integrado no Projeto Plantas é um esboço. Você pode ajudar a Wikipédia expandindo-o. |

1. ↑  «Nephelium — World Flora Online». www.worldfloraonline.org. Consultado em 19 de agosto de 2020